# Светий Штефан (Шмарє-при-Єлшах)
Светий Штефан (словен. Sveti Štefan) — поселення в общині Шмарє-при-Єлшах, Савинський регіон, Словенія. 
Висота над рівнем моря: 375 м.